# Reber, Žužemberk
Reber je naselje v Občini Žužemberk.